# ル・ヴェジネ
ル・ヴェジネ （Le Vésinet）は、フランスのイル＝ド＝フランス地域圏イヴリーヌ県のコミューン。
パリから西方へ電車RERで約20分の郊外に位置する高級住宅街で、広大な公園の中に戸建て住宅を点在させるという19世紀に新たに生まれた計画都市の概念に基づいて開発・分譲された公園都市。周囲には公園や人工の川や湖が配置され、植樹されて100年以上たつ樹木が道路沿いに並ぶ（2007年度の花のまちコンクールで4つ花を獲得している）。現在も当時の分譲地の特徴をとどめており、ギマールによるアール・ヌーヴォー建築をはじめ、見どころも少なくない。

## 地理

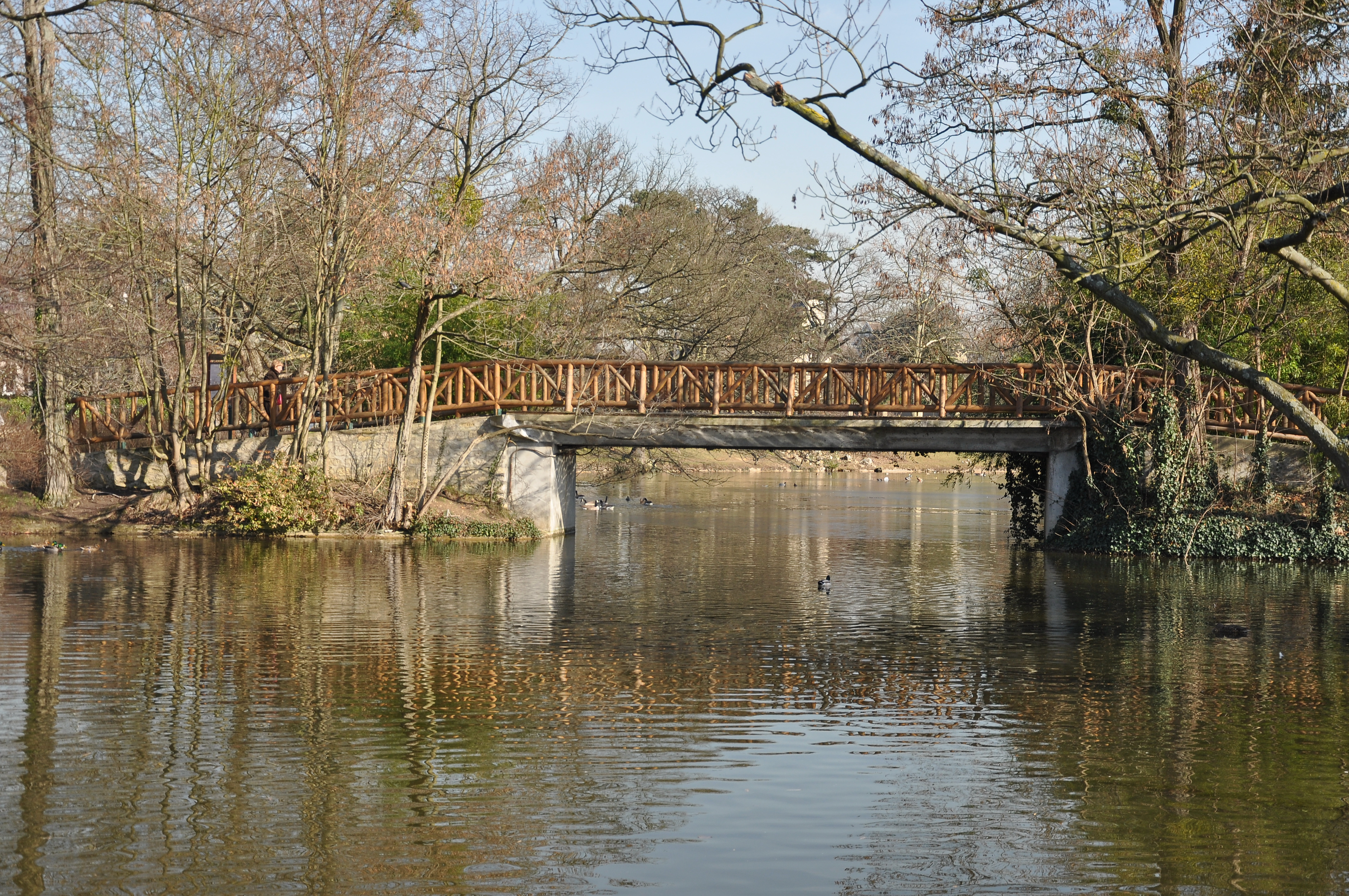
イビス湖

ル・ヴェジネはセーヌ川の大きく湾曲した部分の中央に位置するが、セーヌ川には直接接していない。パリの19キロメートル西、サン＝ジェルマン＝アン＝レーの4キロメートル東にあり、広さは約450ヘクタール。
コミューンの領域は28メートルから45メートルの標高の沖積平野で構成されている。コミューンは全体的に都市化されており、大部分は住宅である。緑地はコミューン全体の20%を占める。コミューンに広がるこれらの緑地には人工の水辺がつくられた。シュペリウール湖、アンフェリウール湖、スタシオン湖、クロワジー湖、「イビス湖」 または「大イビス湖」 と呼ばれることのあるグラン湖である。これらの湖は、プティット・リヴィエールと呼ばれるほぼ4キロメートルの人工の川によって互いにつながっている。

## 交通
- 鉄道 - RER A線、ル・ヴェジネ＝サントル駅、ル・ヴェジネ＝ル・ペック駅

## 由来
ル・ヴェジネとはラテン語のvisiniolum（近隣の場所を意味する）に由来する。これはラテン語で「集落」を意味するVicinumから派生している。

## 歴史

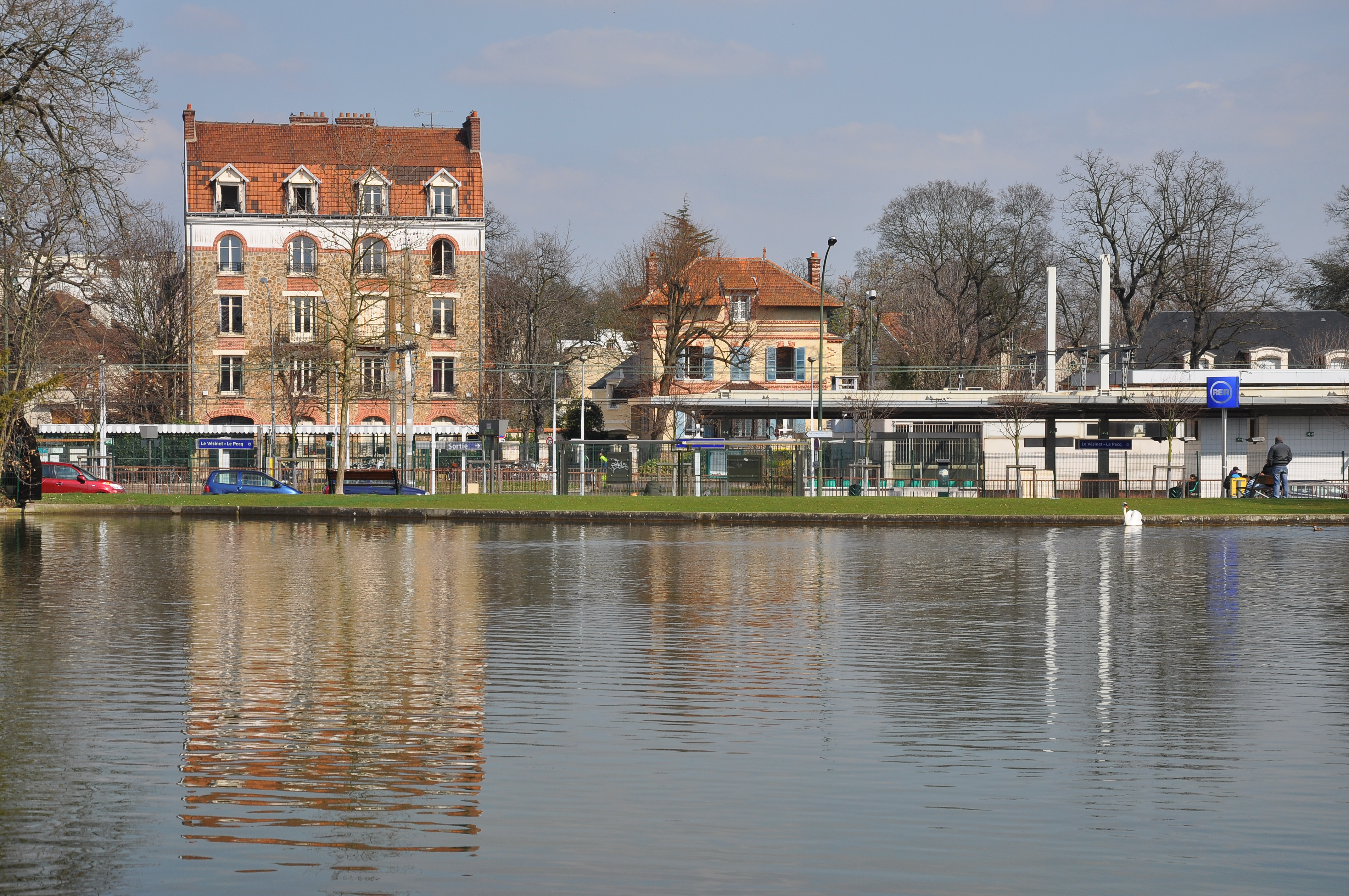
スタシオン湖

ル・ヴェジネについて最初に名が記されたのは704年の憲章においてで、Visiniolumという名であった。この憲章において、キルデベルト3世はル・ヴェジネの地とそれに隣接するペックの地を12世紀にサン＝ヴァンドリーユ修道院（fr）の修道士たちに授けている。
かつてル・ヴェジネの土地は森に覆われていた。そこは16世紀にフランソワ1世が買い取った古いイヴリーヌの森の一部で、長い間王領の狩猟地であった。中世から、ル・ヴェジネの地で狩猟をしたことのなかったルイ14世の時代まで悪い評判が伝わっていた。ノアイユ枢機卿（fr）はそれらを一掃し、農民のために家屋や礼拝堂をたてた。
フランス革命時代、森は分割され、クロワシー、シャトゥー、モンテッソン、ル・ペックといった新しいコミューンが生まれた。
1837年、新たな鉄道路線パリ・サン＝ラザール駅-ル・ペック駅区間が開通した。1848年、路線はサン＝ジェルマン＝アン＝レーまで延長された。1862年にル・ヴェジネ駅が開業している。1855年、貧困根絶を唱え、福祉事業に熱心だったナポレオン3世は就労中に怪我をしたり病気になった労働者用のリハビリ施設の建設を計画し、1859年9月に、労働者向けの療養所がル・ヴェジネで開業した。
1856年、森林に覆われたル・ヴェジネを都会風の新たな都市とするため、パリュ・エ・シィ社が誕生した。管理者アルフォンス・パリュは、ナポレオン3世の異父弟モルニー伯とのつながりがあった（モルニーはドーヴィルやビアリッツの都市化に最初関わった人物でもある）。目的を達成するため、パリュはナポレオン3世と土地を交換することに同意した。サン・ジェルマンの森とマルリーの森の間にある321ヘクタールの土地を交換する代わりに、ル・ヴェジネの436ヘクタールの土地（およびサン・ジェルマンの森のうち49ヘクタール）で皇帝が狩猟を行えることとした。
まちの設計図はイギリスの庭園都市の計画に従ってポール・ド・シュロ伯に委託された。シュロ伯の主導により、市中心部はグリッド・パターン（碁盤の目）が採用され、景観と給水施設を兼ねた5つの人工湖と、それらを繋ぐ川が造られ、その周囲には緑地帯が設けられた。これらを設計したのがパリュ社の建築家ピエール・ジョセフ・オリーヴである。シュロとオリーヴは1858年付でル・ヴェジネを描いた鳥瞰図に共同署名している。まちの中心には伝統に従って教会、サント・マルグリット教会が置かれた。この建物はフランス初のコンクリート製の公共建築物の1つとなっている。
パリュ社によるこの造成地は、フランスの郊外型分譲地のはしりのひとつで、1858年10月10日に競売形式で販売が開始された。同年に、分譲地購入者が守るべき景観規制の覚書が草案され、1863年に細かい規則が定められた。住宅や周辺設備などの建築規制だけでなく、庭師と花屋以外は禁止されるなど、営業規制も定められた。これはフランスで最初に施行された計画的な景観設計の1つである。
1875年3月31日、ル・ヴェジネはコミューンとなった。初代市長はアルフォンス・パリュであった。

## 人口統計
| 1962年 | 1968年 | 1975年 | 1982年 | 1990年 | 1999年 | 2006年 |
| ------ | ------ | ------ | ------ | ------ | ------ | ------ |
| 17964  | 18459  | 17986  | 17272  | 15945  | 15928  | 16419  |

参照元:1962年までCassini de l'EHESS、1968年以降INSEE · 

## 経済
まちは住宅街である。複数の受賞者名簿によると、ル・ヴェジネは国外在住者が多く暮らすコミューンで、イル＝ド＝フランス地域圏内でも高所得者が多く、平均住宅価格は100万ユーロである。
ル・ヴェジネはナンテール雇用ゾーンに含まれる。2006年の国勢調査では、ル・ヴェジネには4727種類の職があり、そのうち4007（約84%）は会社員で、720人（約15%）は自営業者だった。職種は第三次産業（行政、教育、健康、商業、サービス業、輸送業、不動産業）に分散する傾向にある。

## 史跡

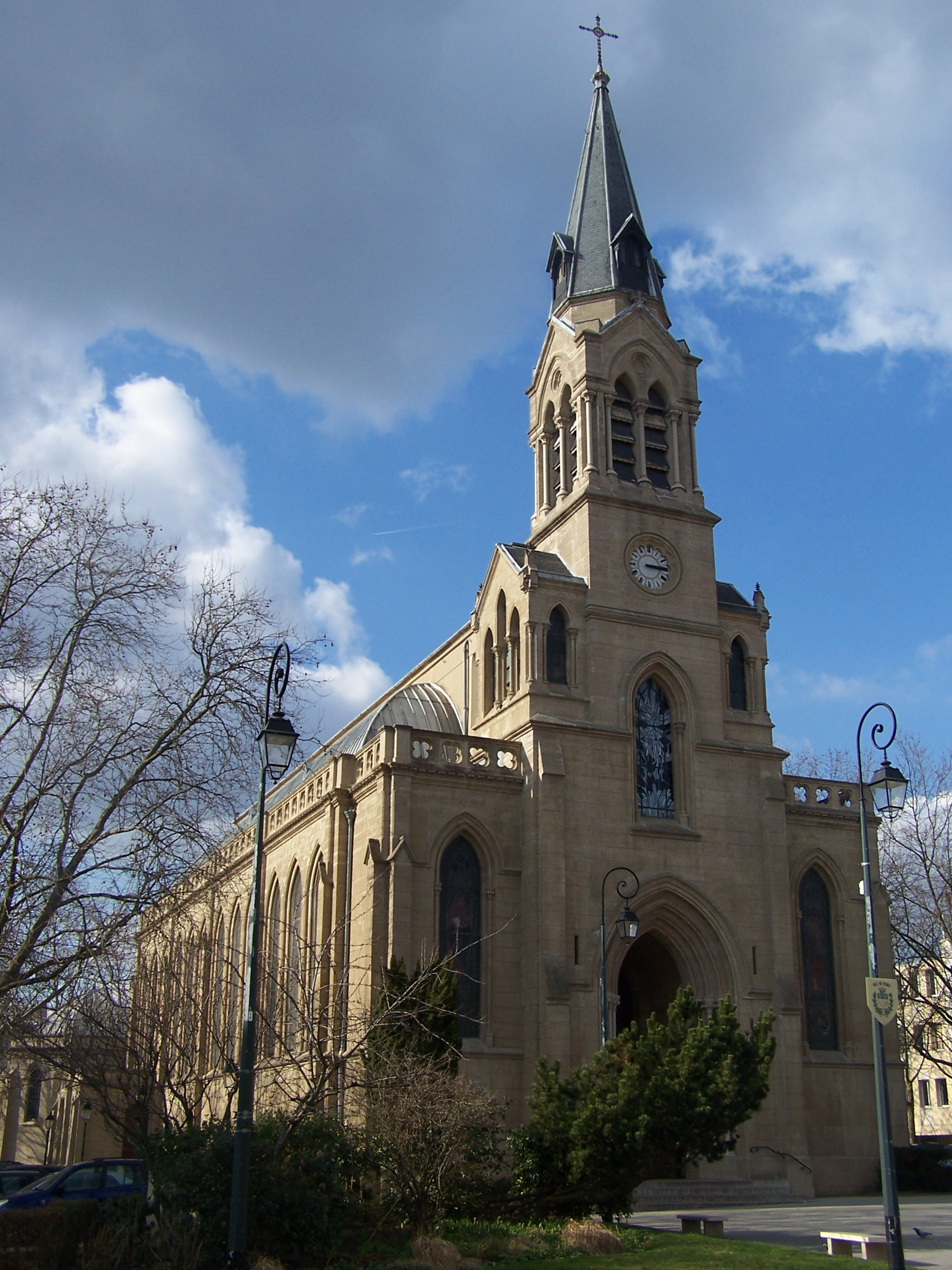
サント・マルグリット教会
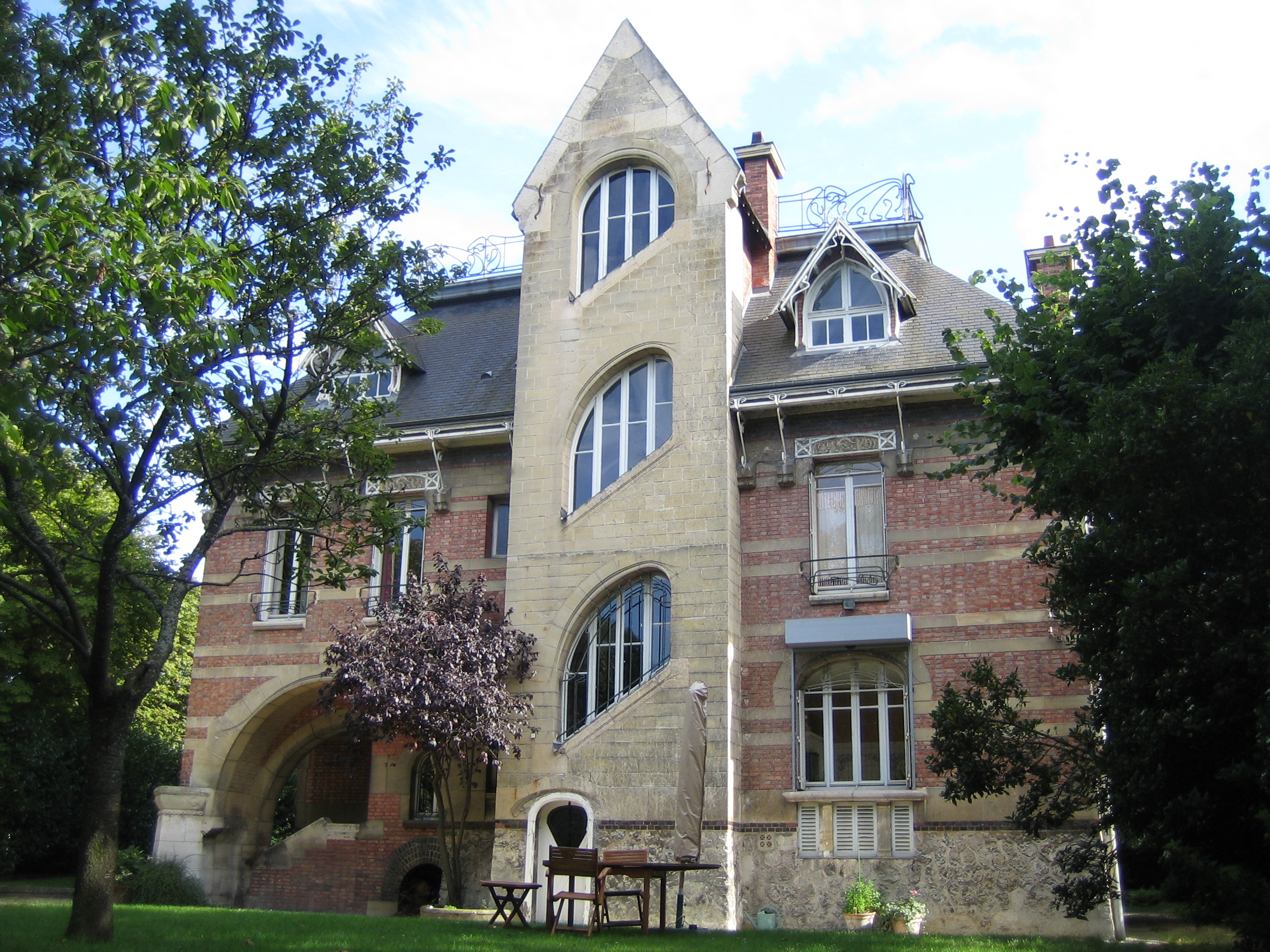
エクトール・ギマール設計のヴィッラ・ベルト
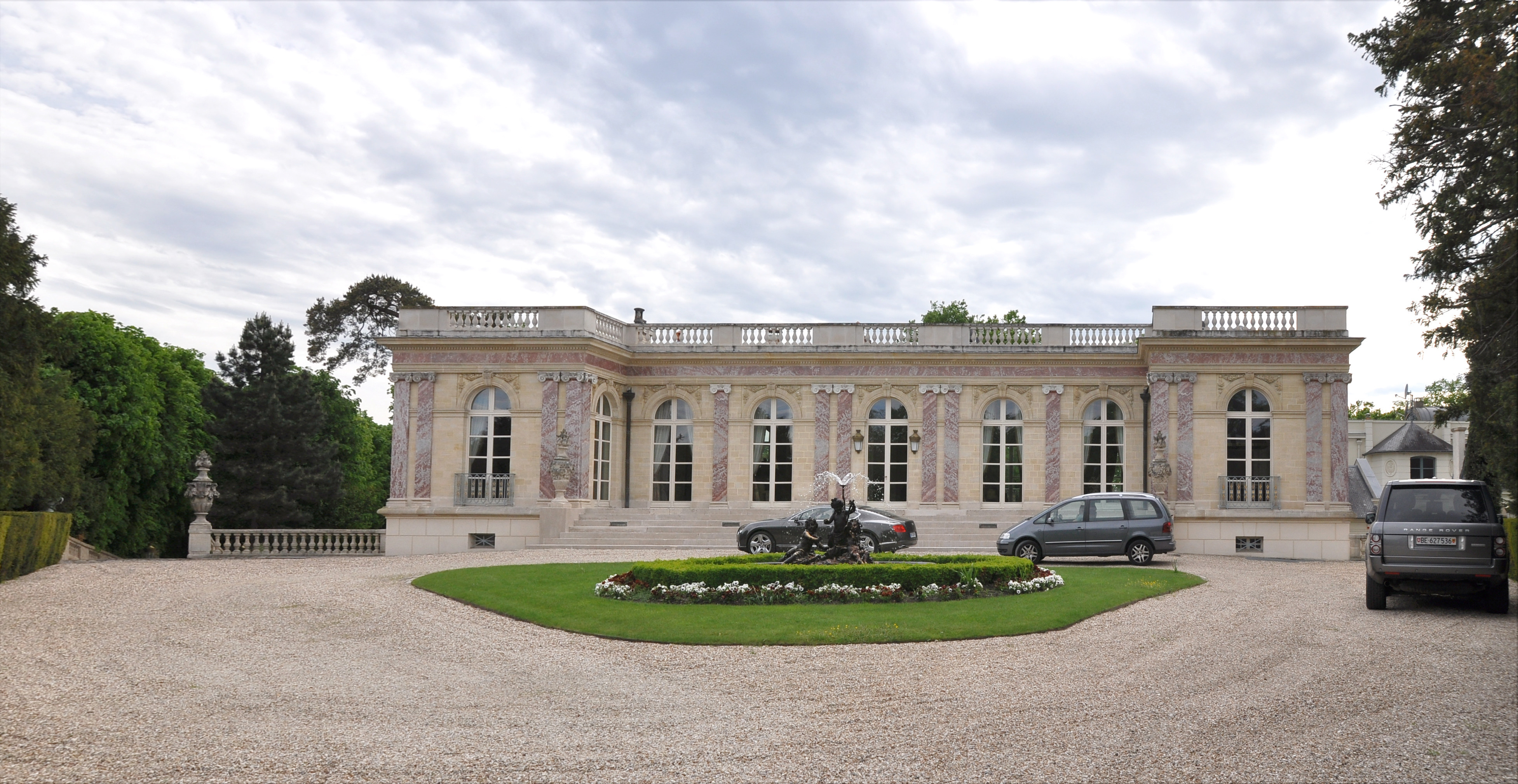
パレ・ローズ・デュ・ヴェジネ

## ゆかりの人物
出身者
- ジャン＝ルイ・バロー - 俳優、演出家、劇団主宰者。
- ロベール・アロン - 作家、アカデミー・フランセーズ会員。
- エマニュエル・ベルル（フランス語版） - アカデミー・フランセーズ文学大賞受賞作家。

その他ゆかりのある人物
- アラン - 哲学者。1917年から亡くなる1951年まで在住。
- ギヨーム・アポリネール - 詩人。1904年から数年間、家族とともに住んでいた[11][12]。
- アントワーヌ・ブールデル - 彫刻家。ル・ヴェジネで死去。
- ジャンヌ・ランヴァン - ランバンのデザイナー。ル・ヴェジネに別荘を所有。
- ジャン・マレー - 俳優。幼年時代を過ごす。
- モーリス・ユトリロ - 画家。ル・ヴェジネ在住[13]。
- モーリス・ド・ヴラマンク - 画家。幼年時代を過ごす。
- ロベール・ド・モンテスキュー伯爵 - その美的な拘りから「最後のダンディ」などと呼ばれた詩人で、当時ル・ヴェジネで最も美しいと言われた館「パレ・ローズ」を購入し、美術品に囲まれて暮らした。
- ルイーザ・カサッティ侯爵夫人 - ヨーロッパ社交界一の変人として知られた女性で、モンテスキュー伯のあとにパレ・ローズを購入。
- ジョセフィン・ベーカー - 歌手、女優。1925年から1940年までル・ヴェジネ在住[14]。
- セシル・シャミナード - 作曲家、ピアニスト。1863年から1944年に死去するまでル・ヴェジネ在住[15]。
- ジュリアン・グリーン - アカデミー・フランセーズ文学大賞受賞作家、アカデミー・フランセーズ会員。1913年から1915年まで両親が借りた「ヴィラ・デュ・ラック」（現存）に居住[16]。
- アルベール・ロビダ - 版画家、風刺画家、ジャーナリスト、小説家。1900年から1908年までル・ヴェジネ議会の議員。
- アラン・ドゥコー - 歴史学者。アカデミー・フランセーズ会員。1954年から1982年までル・ヴェジネ在住[17]。
- ヤニス・クセナキス - 作曲家。ル・ヴェジネ在住[18]。

併せて、ル・ヴェジネ歴史協会（Société d'Histoire du Vésinet）の「著名なル・ヴェジネ居住者」参照。

## 姉妹都市
- オークウッド、オハイオ州、アメリカ合衆国
- ウトルモン、カナダ
- ウンターハシング、ドイツ
- ウスター、イギリス
- ハンターズ・ヒル、オーストラリア
- ビリャヌエバ・デ・ラ・カニャーダ、スペイン